# Chris Newton (tennista)
Chris Newton (13 febbraio 1956) è un'ex tennista neozelandese.

## Carriera
In carriera ha vinto un titolo di doppio, il WTA Austrian Open nel 1983, in coppia con Pam Whytcross. Nei tornei del Grande Slam ha ottenuto il suo miglior risultato raggiungendo le semifinali di doppio agli Australian Open nel 1979, in coppia con l'australiana Jenny Walker.
In Fed Cup ha disputato un totale di 19 partite, ottenendo 4 vittorie e 15 sconfitte.

## Statistiche

### Doppio

#### Vittorie (1)
| Numero | Anno           | Torneo                       | Superficie | Compagna      | Avversarie in finale              | Punteggio     |
| 1.     | 24 luglio 1983 | WTA Austrian Open, Kitzbühel |            | Pam Whytcross | Nathalie Herreman Pascale Paradis | 2-6, 6-4, 7-6 |